# Тодор Сімовський
Тодор Христов Сімовський (мак. Тодор Христов Симовски; 14 лютого 1924, Ізвор, Кукушко, Егейська Македонія — 4 січня 1998, Скоп'є) — македонський партизан, видавець, історик та національний діяч.

## Біографія
Тодор Сімовський народився в селі Кукук Ізвор в Егейській Македонії. Брав участь у партизанському антифашистському русі та національно-визвольній боротьбі македонського народу в Егейській Македонії, який організований у 1941 році. З травня 1942 він був секретарем ОКНЕ для району Гумеджі, а з 1943 р він був організаційним секретарем ЕПОН у низці округів. У лютому 1946 року  став посадовою особою Народно-визвольного форонту районів Гуменджі та Еніджевардар. Після війни втік до есерівської Македонії та закінчив історичний факультет філософського факультету в Скоп'є.
Тодор Сімовський займався журналістикою, картографією, науковою журналістикою та темами в галузі історії македонського народу, переважно в егейській частині Македонії. 

## Творчість
Тодор Сімовський є автором книг   :
- Тодор Христов Симовски: ”Миграционите движења и етничкиот состав на населението во Воденска околија 1912-1940”, Гласник на ИНИ, год.XIII, бр.1-2, Скопје 1969
- Тодор Христов Симовски: ”Балканските војни и нивните реперкусии врз етничката положба на Егејска Македонија”, ИНИ, год.XIII, бр.3, Скопје 1972
- Тодор Христов Симовски: ”Населените места во Егејска Македонија”, ИНИ, Скопје 1978
- Тодор Христов Симовски: ”Атлас на населените места во Егејска Македонија”,Здружение на децата бегалци од Егејскиот дел на Македонија и Македонска книга, Скопје 1997.  ISBN 9989-9819-2-2
- Тодор Христов Симовски: ”Населените места во Егејска Македонија Д. 1”,Здружение на децата бегалци од Егејскиот дел на Македонија : Печатница „Гоце Делчев”, Скопје 1998. ISBN 9989-9819-4-9 и ISBN 9989-9819-5-7 (д. 1)
- Тодор Христов Симовски: ”Населените места во Егејска Македонија Д. 1”,Здружение на децата бегалци од Егејскиот дел на Македонија : Печатница „Гоце Делчев”, Скопје 1998. ISBN 9989-9819-4-9 и ISBN 9989-9819-6-5 (д. 2)